# 9ª edizione dei Critics' Choice Awards
La 9ª edizione dei Critics' Choice Awards si è tenuta il 10 gennaio 2004, premiando le migliori produzioni cinematografiche del 2003.

## Cinema

### Miglior film
- Il Signore degli Anelli - Il ritorno del re (The Lord of the Rings: The Return of the King), regia di Peter Jackson
- Alla ricerca di Nemo (Finding Nemo), regia di Andrew Stanton e Lee Unkrich
- Big Fish - Le storie di una vita incredibile (Big Fish), regia di Tim Burton
- In America - Il sogno che non c'era (In America), regia di Jim Sheridan
- Lost in Translation - L'amore tradotto (Lost in Translation), regia di Sofia Coppola
- Master & Commander - Sfida ai confini del mare (Master and Commander: The Far Side of the World), regia di Peter Weir
- Mystic River, regia di Clint Eastwood
- Ritorno a Cold Mountain (Cold Mountain), regia di Anthony Minghella
- Seabiscuit - Un mito senza tempo (Seabiscuit), regia di Gary Ross
- L'ultimo samurai (The Last Samurai), regia di Edward Zwick

### Miglior attore
- Sean Penn – Mystic River
- Russell Crowe – Master & Commander - Sfida ai confini del mare (Master and Commander: The Far Side of the World)
- Johnny Depp – La maledizione della prima luna (Pirates of the Caribbean: The Curse of the Black Pearl)
- Ben Kingsley – La casa di sabbia e nebbia (House of Sand and Fog)
- Bill Murray – Lost in Translation - L'amore tradotto (Lost in Translation)

### Miglior attrice
- Charlize Theron – Monster
- Jennifer Connelly – La casa di sabbia e nebbia (House of Sand and Fog)
- Diane Keaton – Tutto può succedere - Something's Gotta Give (Something's Gotta Give)
- Nicole Kidman – Ritorno a Cold Mountain (Cold Mountain)
- Samantha Morton – In America - Il sogno che non c'era (In America)
- Naomi Watts – 21 grammi (21 Grams)

### Miglior attore non protagonista
- Tim Robbins – Mystic River
- Alec Baldwin – The Cooler
- Paul Bettany – Master & Commander - Sfida ai confini del mare (Master and Commander: The Far Side of the World)
- Benicio del Toro – 21 grammi (21 Grams)
- Ken Watanabe – L'ultimo samurai (The Last Samurai)

### Miglior attrice non protagonista
- Renée Zellweger – Ritorno a Cold Mountain (Cold Mountain)
- Patricia Clarkson – Schegge di April (Pieces of April)
- Marcia Gay Harden – Mystic River
- Holly Hunter – Thirteen - 13 anni (Thirteen)
- Scarlett Johansson – Lost in Translation - L'amore tradotto (Lost in Translation)

### Miglior giovane interprete
- Keisha Castle-Hughes – La ragazza delle balene (Whale Rider)
- Emma Bolger – In America - Il sogno che non c'era (In America)
- Sarah Bolger – In America - Il sogno che non c'era (In America)
- Evan Rachel Wood – Thirteen - 13 anni (Thirteen)

### Miglior cast corale
- Il Signore degli Anelli - Il ritorno del re (The Lord of the Rings: The Return of the King) – Sean Astin, Sean Bean, Cate Blanchett, Orlando Bloom, Billy Boyd, Bernard Hill, Ian Holm, Ian McKellen, Dominic Monaghan, Viggo Mortensen, John Noble, Miranda Otto, John Rhys-Davies, Andy Serkis, Liv Tyler, Karl Urban, Hugo Weaving, David Wenham, Elijah Wood
- A Mighty Wind - Amici per la musica (A Mighty Wind) – Bob Balaban, Catherine O'Hara, Eugene Levy, Bill Cobbs, Christopher Guest, Michael McKean, Harry Shearer, John Michael Higgins, Jane Lynch, Parker Posey, Fred Willard, Deborah Theaker
- Love Actually - L'amore davvero (Love Actually) – Hugh Grant, Colin Firth, Emma Thompson, Keira Knightley, Bill Nighy, Liam Neeson, Laura Linney, Alan Rickman, Lúcia Moniz, Rowan Atkinson, Claudia Schiffer, Thomas Brodie-Sangster, Heike Makatsch, Martin Freeman, Joanna Page, Andrew Lincoln, Gregor Fisher, Martine McCutcheon, Nina Sosanya, Kris Marshall, Rodrigo Santoro, Chiwetel Ejiofor, Abdul Salis, Billy Bob Thornton, Jill Freud, Lulu Popplewell, Wyllie Longmore, Denise Richards, Olivia Olson
- Mystic River – Sean Penn, Tim Robbins, Kevin Bacon, Laurence Fishburne, Marcia Gay Harden, Laura Linney, Emmy Rossum, Tom Guiry, Kevin Chapman, Adam Nelson, Robert Wahlberg, Eli Wallach

### Miglior regista
- Peter Jackson – Il Signore degli Anelli - Il ritorno del re (The Lord of the Rings: The Return of the King)
- Tim Burton – Big Fish - Le storie di una vita incredibile (Big Fish)
- Sofia Coppola – Lost in Translation - L'amore tradotto (Lost in Translation)
- Clint Eastwood – Mystic River
- Jim Sheridan – In America - Il sogno che non c'era (In America)

### Migliore sceneggiatura
- Jim Sheridan, Kirsten Sheridan, Naomi Sheridan – In America - Il sogno che non c'era (In America)
- John August – Big Fish - Le storie di una vita incredibile (Big Fish)
- Sofia Coppola – Lost in Translation - L'amore tradotto (Lost in Translation)
- Brian Helgeland – Mystic River
- Gary Ross – Seabiscuit - Un mito senza tempo (Seabiscuit)

### Miglior film per famiglie
- La maledizione della prima luna (Pirates of the Caribbean: The Curse of the Black Pearl), regia di Gore Verbinski
- Holes - Buchi nel deserto (Holes), regia di Andrew Davis
- Peter Pan, regia di P. J. Hogan
- Quel pazzo venerdì (Freaky Friday), regia di Mark Waters
- La ragazza delle balene (Whale Rider), regia di Niki Caro

### Miglior film d'animazione
- Alla ricerca di Nemo (Finding Nemo)
- Appuntamento a Belleville (Les Triplettes de Belleville), regia di Sylvain Chomet
- Koda, fratello orso (Brother Bear), regia di Aaron Blaise e Robert Walker

### Miglior film straniero
- Le invasioni barbariche (Les Invasions barbares), regia di Denys Arcand • Canada
- City of God (Cidade de Deus), regia di Fernando Meirelles e Katia Lund • Brasile
- Swimming Pool, regia di François Ozon • Francia

### Miglior canzone
- A Mighty Wind (The Folksmen, Eugene Levy. Catherine O'Hara & The New Main Street Singers), musica e testo di Christopher Guest, Michael McKean e Eugene Levy – A Mighty Wind - Amici per la musica (A Mighty Wind)
- Man of the Hour (Pearl Jam), musica e parole di Eddie Vedder – Big Fish - Le storie di una vita incredibile (Big Fish)
- School of Rock (School of Rock), musica e parole di Sammy James Jr. e Mike White – School of Rock
- The Heart of Every Girl (Elton John), musica e parole di Elton John e Bernie Taupin – Mona Lisa Smile
- Time Enough for Tears (Andrea Corr), musica e parole di Bono, Gavin Friday e Maurice Seezer – In America - Il sogno che non c'era (In America)

### Migliore colonna sonora
- Howard Shore – Il Signore degli Anelli - Il ritorno del re (The Lord of the Rings: The Return of the King)
- Clint Eastwood – Mystic River
- Danny Elfman – Big Fish - Le storie di una vita incredibile (Big Fish)
- Gabriel Yared – Ritorno a Cold Mountain (Cold Mountain)
- Hans Zimmer – L'ultimo samurai (The Last Samurai)

### Miglior film documentario
- Una storia americana - Capturing the Friedmans (Capturing the Friedmans), regia di Andrew Jarecki
- Ghosts of the Abyss, regia di James Cameron
- The Fog of War - La guerra secondo Robert McNamara (The Fog of War), regia di Errol Morris

## Top Film
(In ordine alfabetico)
- Alla ricerca di Nemo (Finding Nemo), regia di Andrew Stanton e Lee Unkrich
- Big Fish - Le storie di una vita incredibile (Big Fish), regia di Tim Burton
- In America - Il sogno che non c'era (In America), regia di Jim Sheridan
- Lost in Translation - L'amore tradotto (Lost in Translation), regia di Sofia Coppola
- Master & Commander - Sfida ai confini del mare (Master and Commander: The Far Side of the World), regia di Peter Weir
- Mystic River, regia di Clint Eastwood
- Ritorno a Cold Mountain (Cold Mountain), regia di Anthony Minghella
- Seabiscuit - Un mito senza tempo (Seabiscuit), regia di Gary Ross
- Il Signore degli Anelli - Il ritorno del re (The Lord of the Rings: The Return of the King), regia di Peter Jackson
- L'ultimo samurai (The Last Samurai), regia di Edward Zwick

## Televisione

### Miglior film per la televisione
- Angels in America, regia di Mike Nichols
  - Pancho Villa, la leggenda (And Starring Pancho Villa as Himself), regia di Bruce Beresford
  - The Reagans, regia di Robert Allan Ackerman